# Elkalyce potanini
Elkalyce potanini är en fjärilsart som beskrevs av Alphéraky 1889. Elkalyce potanini ingår i släktet Elkalyce och familjen juvelvingar. Inga underarter finns listade i Catalogue of Life.